# ستيف مارشال
ستيف مارشال هو مصارع هاوي كندي، ولد في 13 أبريل 1960 في نيو ويستمينيستر في كندا.

## وصلات خارجية
- ستيف مارشال على موقع قاعدة بيانات المصارعة الدولية (الإنجليزية)
- ستيف مارشال على موقع اللجنة الأولمبية الدولية (الإنجليزية)
- ستيف مارشال على موقع أوليمبيديا (الإنجليزية)
- ستيف مارشال على موقع اللجنة الأولمبية الكندية (الإنجليزية)